# Петро (Лосєв)
Петро (в миру Петро Леонтійович Лосєв; 20 жовтня 1833, селище Климентівський Погост, Спаський повіт, Рязанська губернія (нині урочище в Спаському районі Рязанської області) — 30  березня 1902) — єпископ Відомства православного сповідання Російської імперії з титулом «Сумський, вікарій Харківської єпархії» (1887–1889). Ректор Вологодської духовної семінарії. Московит.

## Життєпис
Народився 20 жовтня 1833 року в селищі Климентівський Погост Спаського повіту Рязанської губернії (нині урочище в Спаському районі Рязанської області) в родині причетника Троїцької церкви.
У 1854 році закінчив Рязанську семінарію та призначений помічником наставника в Рязанському Троїцькому сирітському училищі.
У 1856 році — наставник Рязанського духовного училища.
27 травня 1857 року висвячений у сан ієрея.
Овдовів і у 1862 році вступив до Московської духовної академії, яку закінчив у 1866 році.
18 листопада того ж року був призначений викладачем Рязанської духовної семінарії.
4 травня 1868 року — інспектор Рязанської семінарії.
12 лютого 1869 року удостоєний ступеня магістра богослов'я.
14 липня 1875 року — ректор Вологодської духовної семінарії.
31 липня 1875 року возведений у сан протоієрея. За час служіння ректором був нагороджений Св. Синодом наперсним хрестом, а також орденом Св. Анни 3-го і 2-го ступеня, орденом Св. Володимира 3-го степені.
17 жовтня 1887 року звільнений з посади ректора Вологодської семінарії.
10 жовтня того ж року пострижений у чернецтво і 11 жовтня зведений в сан архімандрита.

## Архієрейство
13 лютого 1887 року хіротонізований на єпископа Сумського, вікарія Харківської єпархії.
Хіротонія відбулася у Свято-Троїцькому соборі Олександро-Невської Лаври. За два роки відкрив 30 церковно-приходських шкіл.
З 22 липня 1889 року — єпископ Владикавказький і Моздоцький.
У 1901 році викликаний у Св. Синод для присутності. За час служби в Пермі нагороджений орденом св. Анни 1-го ступеня і орденом св. Володимира 2-го ступеня.
Помер 12 квітня 1902 року від вади серця. Похований в огорожі кафедрального собору на архієрейському цвинтарі.